# Regeringsgatans bro

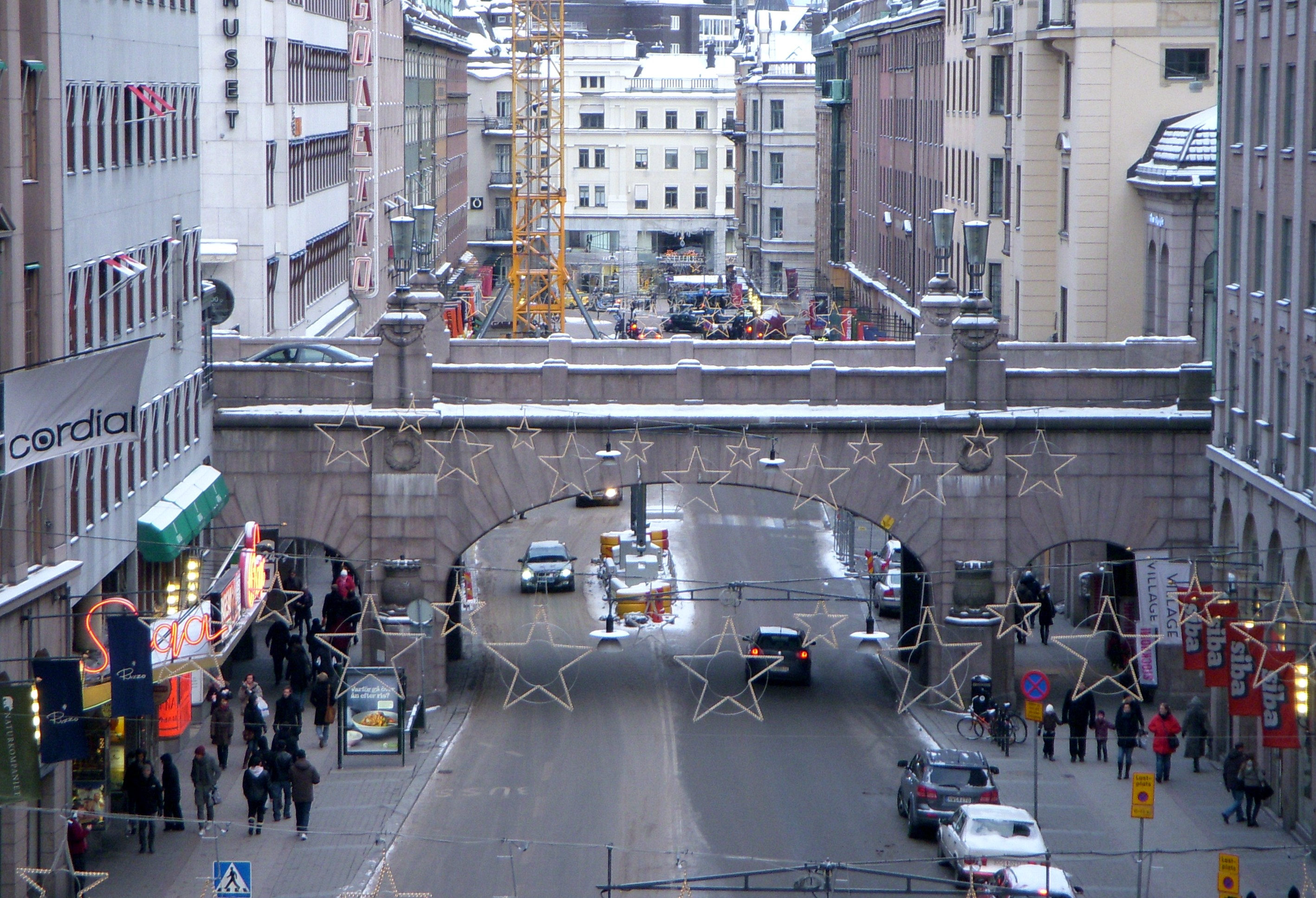
Regeringsgatans bro sedd från Malmskillnadsbron januari 2010.

Regeringsgatans bro, även kallad Regeringsgatans viadukt över Kungsgatan, är en bro som leder Regeringsgatan i Stockholm över Kungsgatan. Bron invigdes i samband med Kungsgatans färdigställande år 1911.

## Beskrivning

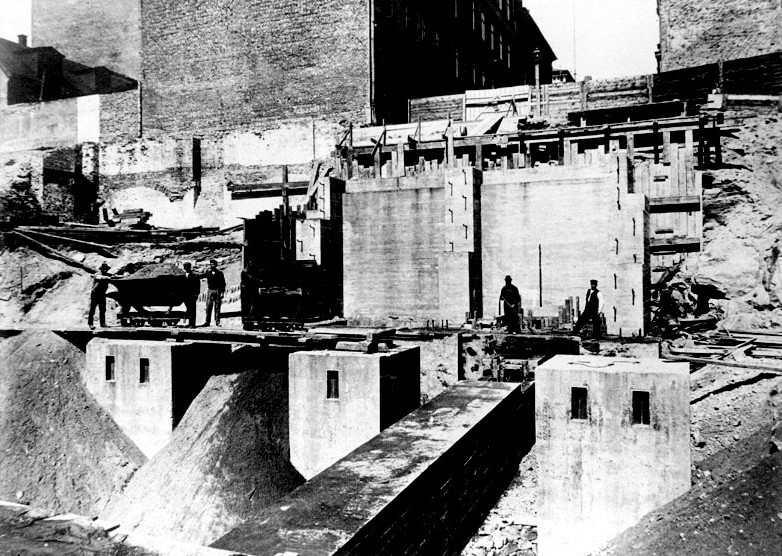
Brons grundläggning år 1909.

Regeringsgatans bro är en kombinerad valv- och balkbro av betong. Bron har tre valv över Kungsgatan och har mellanstöd mellan gatans körbana och trottoarerna. Därmed skiljer sig Regeringsgatans bro från den närbelägna Malmskillnadsbron – den senare har bara ett enda valv över Kungsgatan.
Huvudvalvet över Kungsgatans körbana består av tre parallella balkar med välvd undersida och mäter 14,50 meter. Sidovalven över trottoarerna mäter 5,50 meter. Mellanstöden är cirka två meter breda och är i sin tur uppdelade i två valv. Brons bredd är totalt 11,10 meter med en 6,70 meter bred körbana. Brons sidor är klädda med granitplattor och i granit huggna utsmyckningar. 
Broräcket är av massiv granit med fyra i granit huggna lejonhuvuden som bär upp belysningsarmaturer (belysningen har en design av senare datum). Bropelarnas sidor på Kungsgatans nivå har smyckats med glober visande Stockholms äldsta kända sigill från 1296 (se Stockholms stadsvapen). I samband med att bron renoverades på 1980-talet målades valvens undersida som en blå stjärnhimmel.

## Detaljbilder

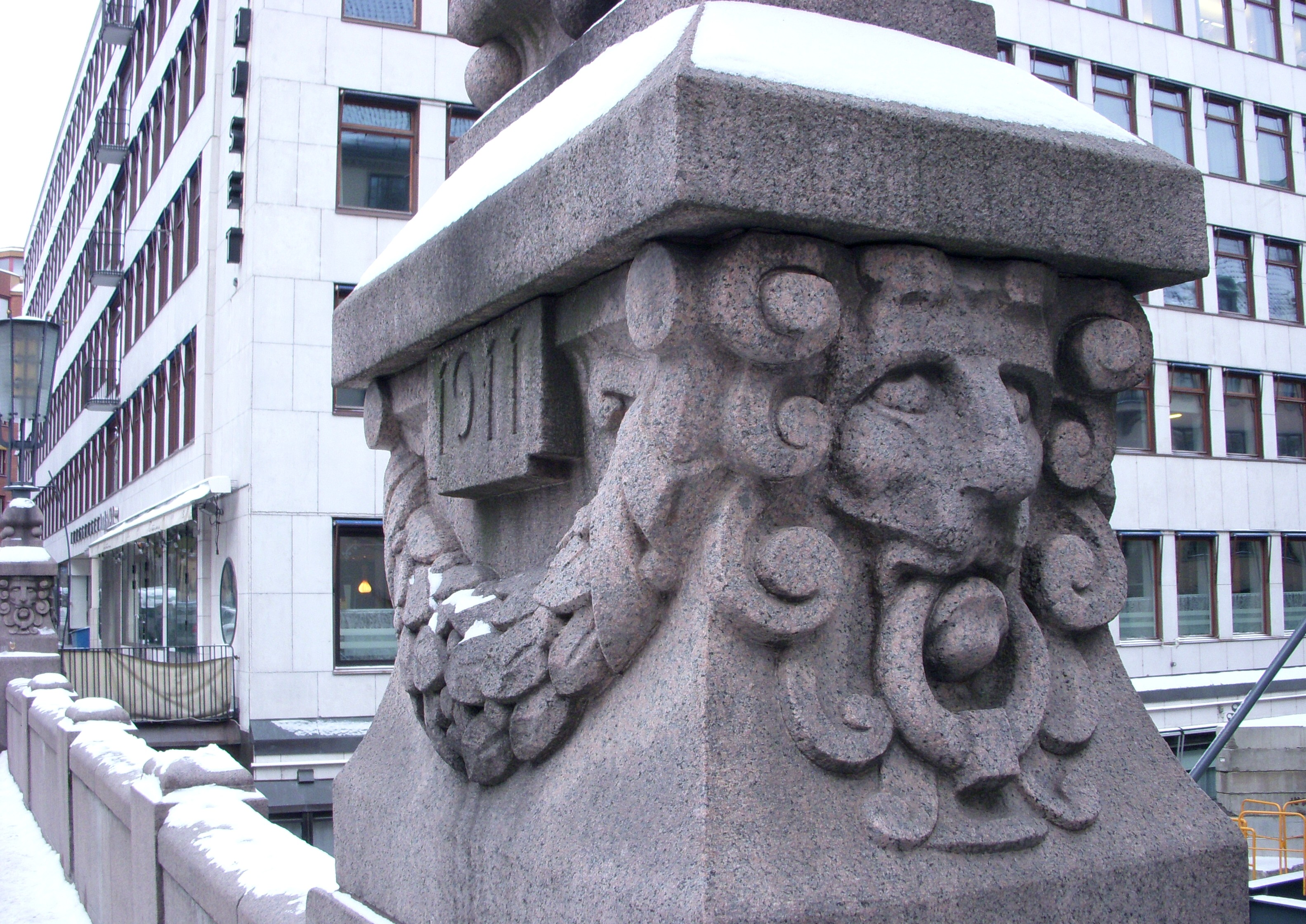
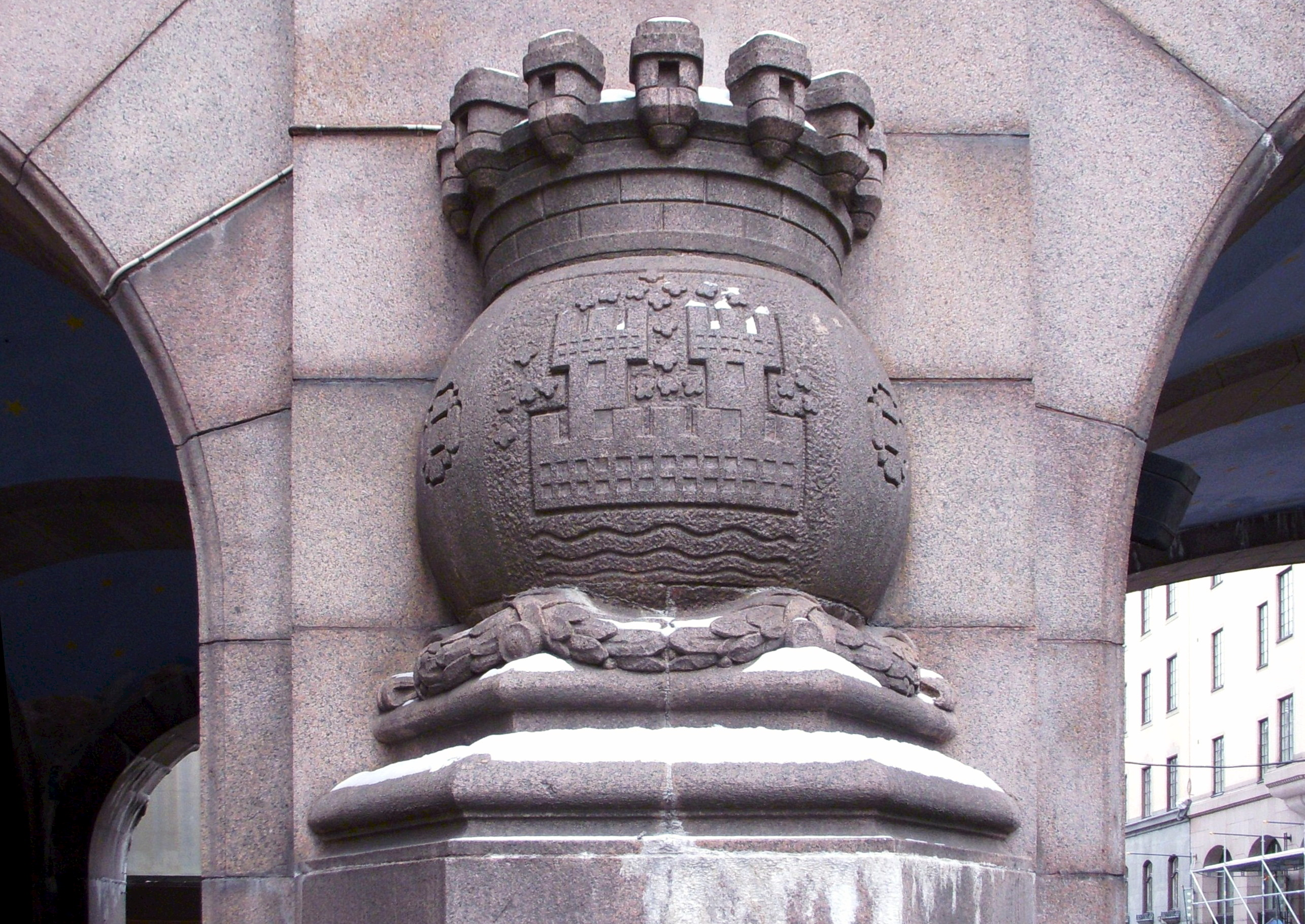
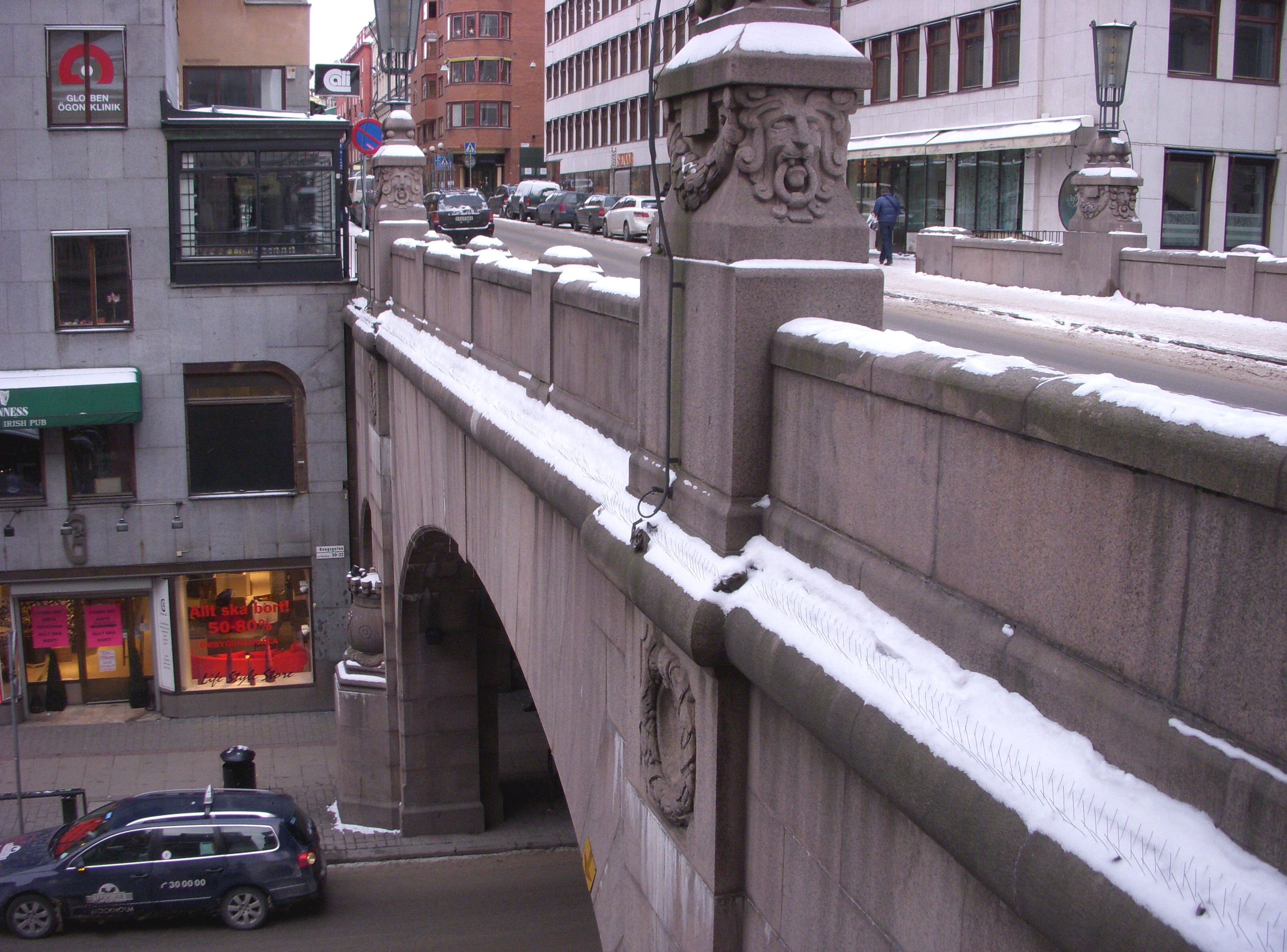
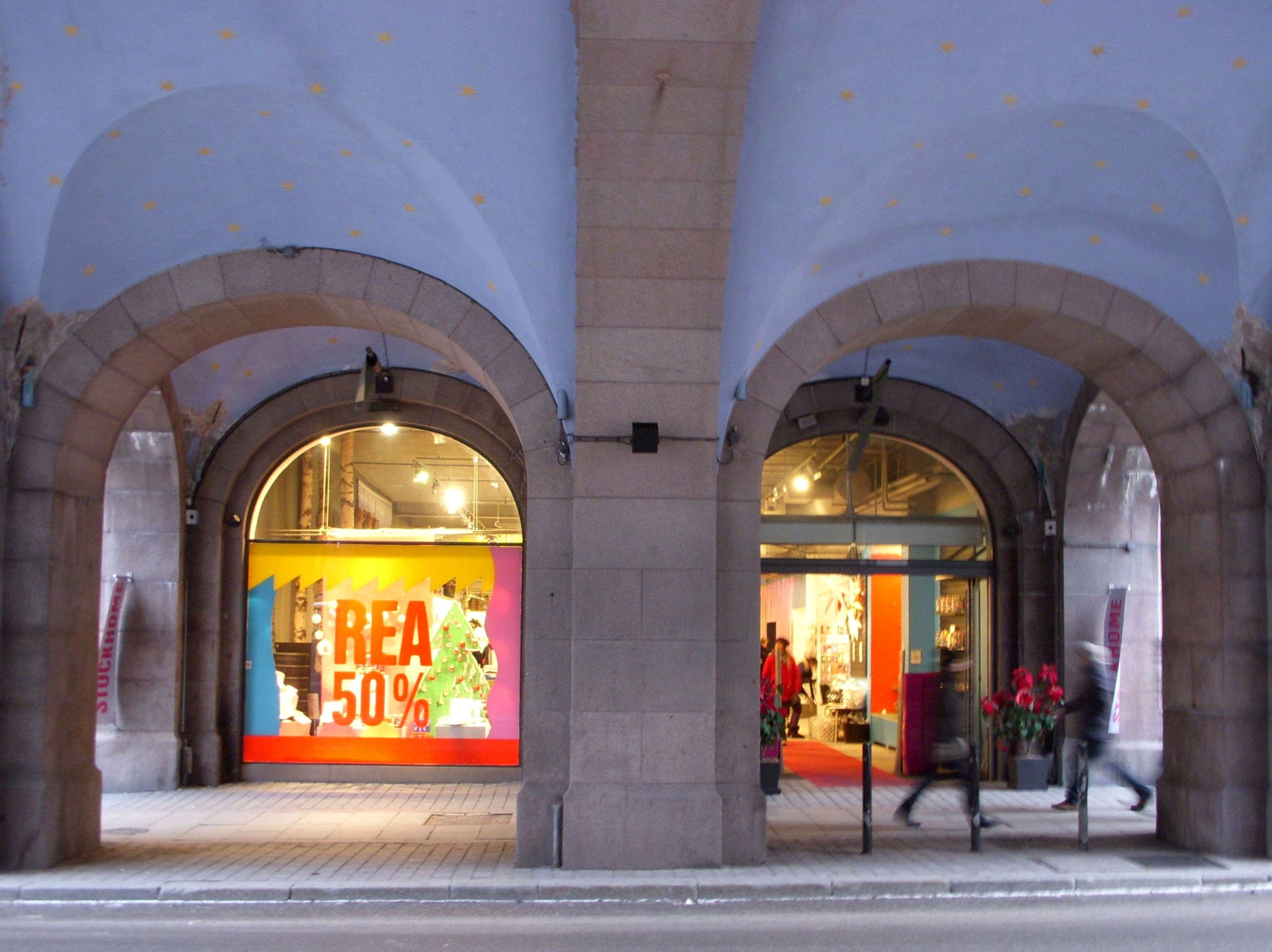